# Кларксон (Вашингтон)
Кларксон (енгл. Clarkston) град је у америчкој савезној држави Вашингтон. По попису становништва из 2010. у њему је живело 7.229 становника.

## Демографија
Према попису становништва из 2010. у граду је живело 7.229 становника, што је 108 (1,5%) становника мање него 2000. године.
| Група             | 2000.         | 2010.         |
| Белци             | 6.826 (93,0%) | 6.505 (90,0%) |
| Афроамериканци    | 25 (0,3%)     | 50 (0,7%)     |
| Азијати           | 48 (0,7%)     | 50 (0,7%)     |
| Хиспаноамериканци | 188 (2,6%)    | 289 (4,0%)    |
| Укупно            | 7.337         | 7.229         |